# Czaplinek
Czaplinek (Tempelburg fino al 1945) è un comune urbano-rurale polacco del distretto di Drawsko Pomorskie, nel voivodato della Pomerania Occidentale.
Ricopre una superficie di 364,72 km² e nel 2005 contava 11817 abitanti.